# Die, Die My Darling
Die, Die My Darling ist ein Lied der US-amerikanischen Horrorpunk-Gruppe Misfits aus dem Jahr 1983. 1998 erschien eine Coverversion von Metallica.

## Hintergrund
Das Lied wurde von Glenn Danzig geschrieben, komponiert und produziert. Bei der Produktion erhielt er Unterstützung von den Misfits-Mitgliedern Jerry Only, Roberto Valverda und Doyle Wolfgang von Frankenstein geschrieben und komponiert. Es wurde im August 1981 während der Sessions zu Walk Among Us aufgenommen, aber erschien nicht auf dem Album. Die, Die My Darling wurde remixed und gemeinsam mit dem Song We Bite zur internationalen Version des Albums Earth A.D./Wolfs Blood hinzugefügt. Gemeinsam mit Mommy, Can I Go Out & Kill Tonight? wurde es weiteren Wiederveröffentlichungen von Earth A.D./Wolfs Blood hinzugefügt. Zusätzlich wurde es im Mai 1984 als Single veröffentlicht.

## Rezeption
Victor W. Valdivia von AllMusic bewertete den Song positiv, er „ranks among the best the Misfits ever recorded -- pure, brutal energy unleashed.“ Aaron Lariviere von Stereogum nannte „Die, Die My Darling“ den „besten Misfits-Song“ und schrieb: „Never once does the energy flag. The stomp that launches the song out the gate carries through the entire running time, building up to stomp even harder before crumbling to chaos at the end“. Er lobte ihn als „the perfect sendoff for one of the best punk bands of all time“.

## Coverversion von Metallica
Der Song wurde 1998 von Metallica auf ihrem Kompilationsalbum Garage Inc. gecovert. Metallica hatten bereits zuvor zwei Misfits-Songs gecovert, Last Caress und Green Hell. Die Single erschien im Juni 1999 bei Vertigo Records beziehungsweise Elektra Records. Der Gitarrist der Misfits, Doyle Wolfgang von Frankenstein, lobte die Coverversion mit den Worten: „I couldn’t believe it when I first heard it!“